# 泰德·波伊
泰德·波伊（Ted Poe；1948年9月10日—）是美國的一位政治人物。自2005年開始，他是德克薩斯州第2選舉區選出的美國眾議院議員。他的黨籍是共和黨。在踏入政界之前，他曾經是一名檢察官。波伊在2004年首次當選眾議院議員。